# Sterrenhemel

Sterrenhemel boven Duitsland, met rechts Orion

De sterrenhemel, ook wel uitspansel genoemd, is de benaming voor de hemel die men ziet als men omhoog kijkt op heldere en donkere nachten. Objecten die waargenomen kunnen worden zijn de Maan, sterren, kometen, planeten en zelfs verre nevels en sterrenstelsels.
Een in het oog vallend verschijnsel is de Melkweg, een dikke band van sterren en interstellair stof die over de nachtelijke hemel loopt. Deze melkweg is feitelijk een spiraalarm van het sterrenstelsel waar onze eigen Zon en Aarde zich in bevinden.
In de meeste delen van Europa zijn door lichtvervuiling en smog als gevolg van verstedelijking van het landschap steeds minder van deze sterren te zien. Op plekken met weinig lichtvervuiling en weinig vocht in de lucht zijn wel veel sterren te zien. Dit is vaak op grote hoogte in woestijnen, ver van de bewoonde wereld. Op deze plekken zijn vaak grote observatoria te vinden die de sterrenhemel bestuderen. Beroemde plekken zijn de observatoria van ESO in het Andesgebergte en boven op de vulkaan van La Palma. 

## Indeling
De sterrenhemel zoals die te zien is op aarde, kan worden opgedeeld in twee delen waarin zich 88 sterrenbeelden bevinden: 
- Aan de noordelijke hemelkoepel bevinden zich onder andere de sterrenbeelden Grote en Kleine Beer, Cassiopeia, en Draak. Alle sterren lijken rond de Poolster te draaien. Dit komt doordat de Poolster op dit moment in het verlengde van de draai-as van de aarde staat. 
- Aan de zuidelijke hemelkoepel bevinden zich onder andere de sterrenbeelden Centaurus, Grote Hond en het Zuiderkruis. De zuidelijke hemelkoepel heeft op dit moment geen ster in het centrum staan. In plaats daarvan kan de draai-as worden gevonden via het Zuiderkruis. Het verlengde van het lange deel doorkruist het centrum van de zuidelijke hemelkoepel.
Een bijzondere categorie sterren bevindt zich in de dierenriem. De dierenriem bestaat uit twaalf sterrenbeelden die vanaf aarde gezien in de baan van de zon lijken te staan. Elk sterrenbeeld staat dus een bepaalde periode achter de zon. Omdat de draaiing van de aarde gekanteld is ten opzichte van de baan rondom de zon, is de dierenriem verdeeld over de noordelijke en zuidelijke hemelkoepel. Zo staan ram, stier, tweelingen, en kreeft aan de noordelijke hemelkoepel, terwijl  weegschaal, schorpioen, boogschutter, en steenbok aan de zuidelijke hemelkoepel staan. Vissen, leeuw, maagd en waterman staan gedeeltelijk in beide hemelkoepels. 
Afhankelijk van waar je je op aarde bevindt, zie je delen van de noordelijke en/of zuidelijke hemelkoepel. Vanaf de noordpool zie je 's nachts de volledige noordelijke hemelkoepel en vanaf de zuidpool de volledige zuidelijke. Vanaf de evenaar is op een willekeurig moment de helft van beide hemelkoepels zichtbaar, maar in een volledige heldere nacht zouden alle sterren op enig moment te zien zijn.
Merk op dat deze indeling is gebaseerd op de zichtlijnen en de beweging van de aarde. Vanaf een andere plek in het heelal is deze indeling betekenisloos, omdat de posities van de sterren ten opzichte van de observant dan totaal anders zijn. Sterren kunnen vanaf de aarde gezien dichtbij elkaar lijken te staan, maar in werkelijkheid een grote afstand hebben ten opzichte van elkaar doordat je met het blote oog niet ziet hoe ver weg de sterren staan. Sterrenbeelden zijn natuurkundig gezien dan ook betekenisloos, maar zijn wel een handig hulpmiddel om snel bepaalde sterren en planeten te kunnen vinden.

## Planeten
Planeten lijken op het eerste gezicht onopvallend tussen de sterren te staan, maar ze onderscheiden zich doordat ze lijken te bewegen ten opzichte van de sterren. Vooral de planeten Mars en Venus staan elke avond op een iets andere plek aan de hemel. Vandaar de naam 'planeet' dat dwaalster betekent in het Grieks.  Mars heeft onder de juiste omstandigheden ook een kenmerkende geelrode kleur. Andere planeten die met het blote oog zichtbaar zijn, zijn Mercurius, Jupiter en Saturnus. Alle planeten bewegen in de Dierenriem. Dit komt doordat alle planeten ongeveer in dezelfde schijf rondom de zon draaien en vanaf aarde gezien dus door dezelfde lijn bewegen. 
Merk op dat planeten anders dan sterren geen licht geven, maar licht van de zon weerkaatsen. Hierdoor hebben ze een lichte en een donkere kant, net als de maan. Dit is met het blote oog niet te zien, maar wel met een goede telescoop.